# Guido Petti Pagadizábal
Guido Petti Pagadizábal (Buenos Aires, 17 novembre 1994) è un rugbista a 15 argentino, seconda linea del Bordeaux Bègles in Top 14.

## Biografia
Originariamente dedito al tennis, Petti passò al rugby a 15 anni seguendo le orme paterne; suo padre Roberto fu, infatti, internazionale per l'Argentina nel 1995. Formatosi nel San Isidro, debuttò in prima squadra nel campionato URBA a 18 anni. 
Nel 2014 Petti entrò a far parte della selezione dei Pampas XV con cui giocò e vinse le edizioni 2014 e 2015 della World Rugby Pacific Challenge. Fu, nel gennaio 2015, il primo giocatore, insieme a Martín Landajo, ad essere messo sotto contratto per tre anni dalla UAR al fine di averne assicurate le prestazioni in funzione della nascita della nuova franchise di Super Rugby successivamente chiamata Jaguares. Al debutto nel Super Rugby 2016 vantava più presenze internazionali (12) che incontri di club con il San Isidro (9). Rimase nei Jaguares per cinque stagioni, fino all'interruzione del Super Rugby 2020 a causa della Pandemia di COVID-19, raggiungendo come miglior risultato la finale dell'edizione 2019 persa contro i Crusaders. Nel giugno 2020 si trasferì in Francia al Bordeaux Bègles. Con il club girondino fu sconfitto dal Tolosa nella finale del Top 14 2023-2024.
A livello internazionale, Petti disputò con la selezione argentina under-20 le edizioni 2013 e 2014 del mondiale giovanile. Nel novembre 2014, pochi giorni prima di compiere 20 anni, esordì nei Pumas a Genova contro l'Italia. L'anno successivo si aggiudicò il Campionato sudamericano e giocò per la prima volta il The Rugby Championship. Nonostante la giovane età e le sole sei presenze in nazionale, il commissario tecnico Daniel Hourcade lo convocò per la Coppa del Mondo di rugby 2015; al suo debutto nella competizione iridata, Petti segnò la sua prima meta internazionale contro la Nuova Zelanda diventando così il più giovane marcatore per l'Argentina nella storia della competizione. Al termine del torneo, saltò solo uno degli incontri che portarono la sua nazionale a qualificarsi al quarto posto finale. Nelle annate successive fu presente in tutti gli impegni internazionali dei Pumas, tanto da mancare solamente tre sfide tra quelle giocate tra il 2016 ed il 2019. Proprio in quest'ultimo anno, conobbe la sua seconda convocazione ad un mondiale, venendo selezionato per la Coppa del Mondo di rugby 2019 dal tecnico Mario Ledesma. Nella prima partita del torneo contro la Francia raggiunse la cinquantesima presenza in nazionale, coronata da una meta. Il prosieguo della competizione lo vide presente in tutti gli incontri giocati dalla nazionale sudamericana fino all'eliminazione al termine della fase a gironi. Grazie alle sue prestazioni durante il 2019 gli fu assegnato l'Olimpia de Plata, prestigioso riconoscimento sportivo conferito dai giornalisti argentini. Complice la sospensione delle partite internazionali a causa della Pandemia di COVID-19, tornò a vestire la maglia dell'Argentina un anno dopo il mondiale in occasione del Tri Nations 2020, dove fu titolare nella prima vittoria della storia dei sudamericani contro la Nuova Zelanda. Nel biennio successivo saltò solo quattro partite tra quelle disputate dalla sua nazionale fino alla sessione di test-match del novembre 2022 che mancò interamente a causa di un infortunio. Assente nel The Rugby Championship 2023, ritornò in occasione delle amichevoli preparatorie alla Coppa del Mondo di rugby 2023 che gli valsero la sua terza convocazione ad un mondiale. Nel corso del torneo iridato giocò tutte le sfide che portarono i Pumas a conquistare il quarto posto finale. 
Il 1º dicembre 2020 la Federazione Argentina di Rugby (UAR) lo ha sospeso cautelativamente dopo la scoperta che nel periodo decorrente dal 2011 al 2013, assieme ai compagni di Pablo Matera e Santiago Soncino, aveva pubblicato dei tweet discriminatori, razzisti e xenofobi.. La squalifica è stata revocata dopo due giorni a condizione che i giocatori coinvolti seguissero in corso di sensibilizzazione sul problema.

## Palmarès
- Pacific Rugby Cup : 2
Pampas XV: 2014, 2015
- Campionati sudamericani: 1
Argentina: 2015
- Champions Cup: 1
Union Bordeaux Bègles: 2024-25